# Coney Island
 (août 2017).
Si vous disposez d'ouvrages ou d'articles de référence ou si vous connaissez des sites web de qualité traitant du thème abordé ici, merci de compléter l'article en donnant les références utiles à sa vérifiabilité et en les liant à la section « Notes et références ».
Pour les articles homonymes, voir Coney Island (homonymie).
Coney Island est une ancienne île devenue péninsule située à l'extrême sud de l'arrondissement de Brooklyn, dans la ville de New York. L'île a été reliée à la cité après la guerre de Sécession (1861-1865) par une ligne de chemin de fer et de tramway. Longue de 6,5 kilomètres pour moins d'un de large, elle a depuis lors conservé sa célèbre plage donnant sur l'océan Atlantique. L'île comprend les quartiers de Gravesend au nord, Sea Gate à l'ouest, Brighton Beach et Manhattan Beach à l'est.
Le site était anciennement un complexe de loisirs majeur et abritait plusieurs parcs d'attractions. Atteignant le sommet de sa popularité au début du XXe siècle, et amorçant son déclin après la Seconde Guerre mondiale, le site a été revitalisé par les immigrants russes et l'ouverture de KeySpan Park, terrain où joue le club de baseball des Cyclones de Brooklyn évoluant en ligue mineure New York-Penn.
Un parc d'attractions, le « nouveau Luna Park », a ouvert ses portes en mai 2010. Il marque le début d'une campagne de revitalisation du quartier des attractions. En parallèle, un plan de développement immobilier menace de destruction certains bâtiments avoisinants, datant de la fin du XIXe siècle et du début du XXe siècle. Des associations et des historiens réclament le classement du quartier en patrimoine historique.

## Géographie

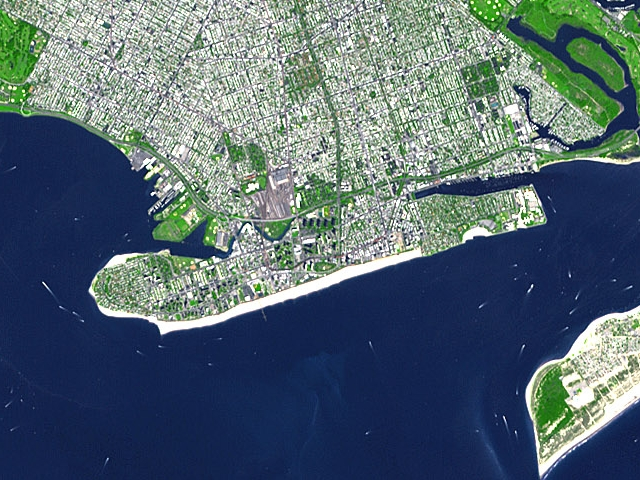
Image satellite de l'île.

Géologiquement, Coney Island est la pointe la plus à l'ouest de Long Island, et fait environ 6,5 km de long pour un peu moins d'un km de large. C'était anciennement une île, séparée de Brooklyn par Coney Island Creek. On a voulu au cours du XXe siècle creuser ce ruisseau pour en faire un canal pour les navires, mais ces plans ont été abandonnés et le centre du ruisseau a été comblé lors de la construction de Belt Parkway avant la Seconde Guerre mondiale. Les extrémités est et ouest de l'île sont aujourd'hui des péninsules.

## Histoire

### Toponymie
Plusieurs hypothèses ont tenté d'expliquer l'origine du nom de Coney Island, mais celle généralement acceptée veut que « coney » soit un mot de vieil anglais pour « lièvre » (et « konijn » en néerlandais). L'île porte le nom de Coney Island depuis les années 1640, il apparait sur d'anciennes cartes de La Nouvelle-Amsterdam. Les autochtones de la région ont appelé l'île « Narrioch » (Terre sans ombres), parce que, comme d'autres plages des rives sud de Long Island, sa position par rapport au soleil laisse la plage ensoleillée tout le jour durant.
Comme d'autres îles de l'archipel de Long Island, Coney Island grouillait de lièvres. La chasse aux lièvres était très courante jusqu'à ce que les complexes touristiques se développent, éliminant les espaces ouverts.

### Station
Après la guerre de Sécession, Coney Island devint un lieu de promenade desservi par le chemin de fer et le tramway. Dès les années 1860 et 1870, de grands hôtels, plages privées et publiques furent créés. Parcs d'attractions, courses hippiques furent suivis par l'ouverture de tripots et le développement de la prostitution.

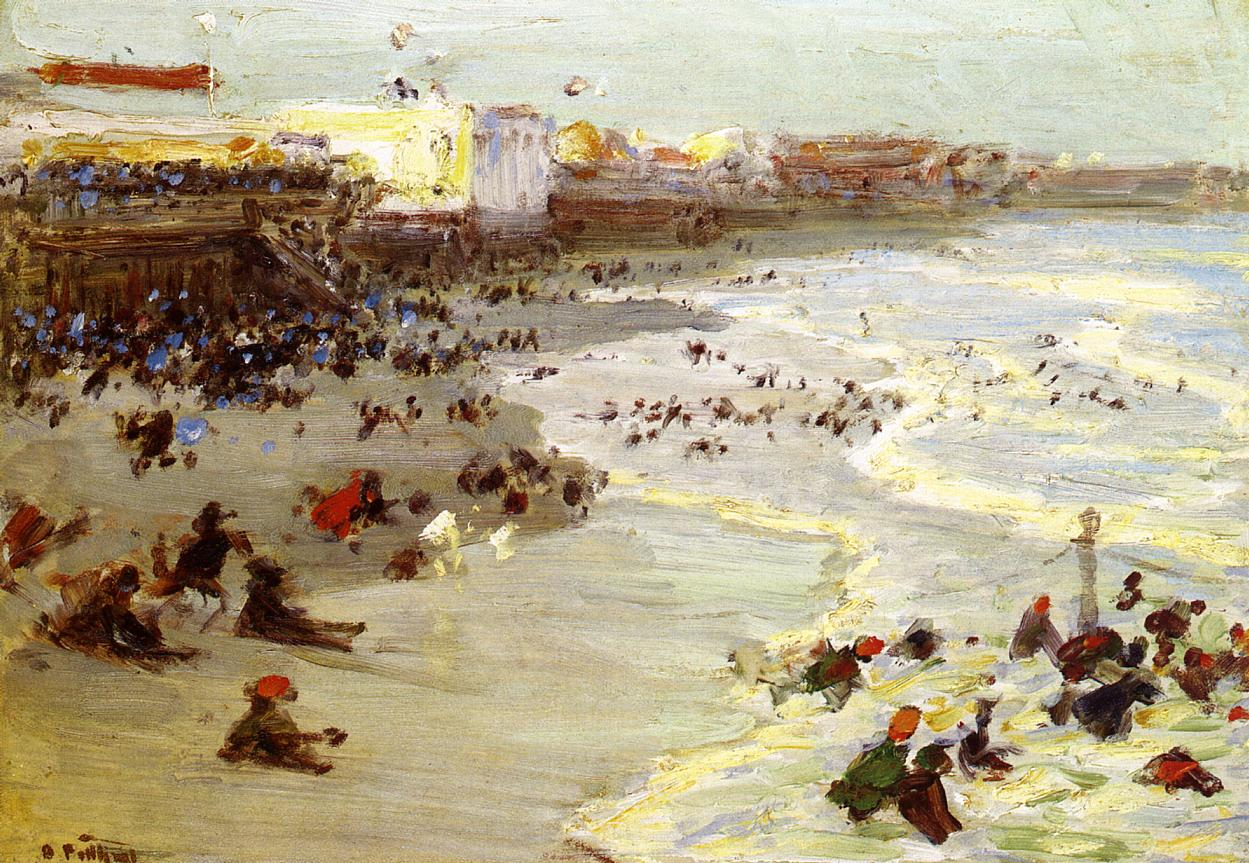
Edward Henry Potthast, Coney Island, vers 1914

Dès que la voie ferrée fut électrifiée et raccordée à Manhattan via le pont de Brooklyn par la Brooklyn Rapid Transit Company au début du XXe siècle, Coney Island se transforma rapidement en destination pour vacanciers désireux d'échapper en été à la chaleur des appartements de New York.
Le premier carrousel de Coney Island fut installé en 1876 par un sculpteur sur bois danois nommé Charles I. D. Looff. Il était situé sur la 6e rue Ouest et sur Surf Avenue dans le complexe de bains publics Vandeveer qui deviendra plus tard le pavillon Balmer. Ce manège était constitué de chevaux et d'animaux de bois, sculptés à la main et disposés côte à côte. Il y avait également un petit carrosse où pouvaient s'asseoir ceux qui ne voulaient pas monter sur les chevaux. Tout cela était éclairé par des lanternes au kérosène (Thomas Edison ne présentera sa première ampoule que trois ans plus tard en 1879). Un flûtiste et un tambour apportaient l'accompagnement musical ; un chapiteau protégeait le manège des intempéries et le tarif était fixé à cinq cents.
La baraque de hot-dogs Nathan's Famous fut ouverte à Coney Island en 1916 et devint rapidement célèbre. Depuis, on y organise chaque année le concours du plus gros mangeur de hot-dogs.
En 1919, la liaison ferroviaire fut raccordée au métropolitain et l'ouverture du terminus New West End Terminal (aujourd'hui appelé Coney Island – Stillwell Avenue) pour toutes les lignes de métro fit entrer Coney Island dans une ère prospère.

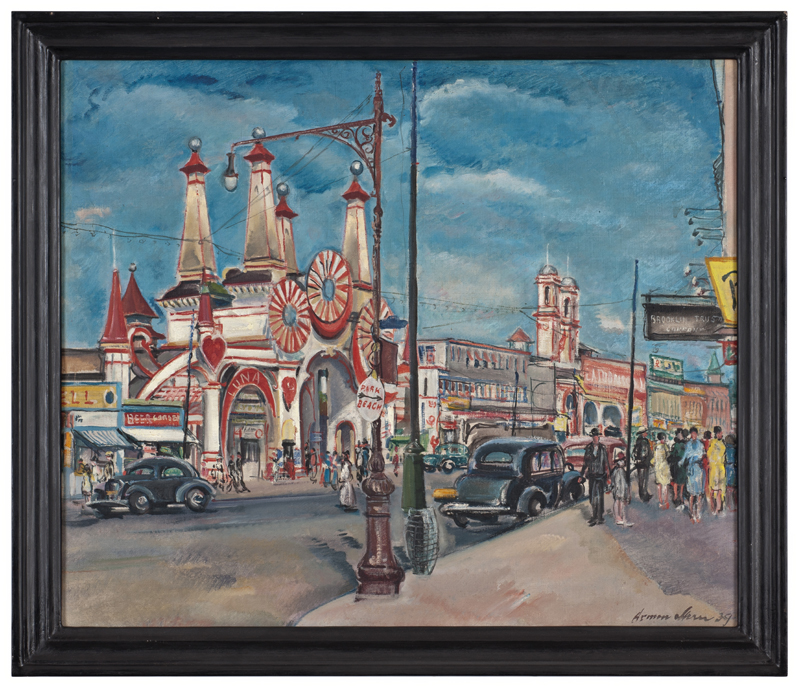
Armin Stern, Luna Parc, Coney Island, (1939).

Après la Seconde Guerre mondiale, le déclin s'amorça. La généralisation de l'air climatisé au cinéma puis dans les appartements et l'avènement de l'automobile profitèrent à des parcs nationaux de Long Island comme Jones Beach aux dépens de Coney Island. Luna Park ferma ses portes en 1944 à la suite de plusieurs incendies et l'insécurité due aux gangs des rues s'y installa dans les années 1950. Bien qu'il n'y ait pas eu de dangers réels, l'aspect menaçant de certains jeunes et leur comportement violent dissuadaient les parents d'y conduire leurs enfants.
La présence de cette jeunesse dérangeante affecta moins la fréquentation des plages que celle des manèges et des attractions, poumons économiques de Coney Island. En 1964 la fermeture de Steeplechase Park, le dernier des grands parcs d'attractions lui porta un coup fatal.
Robert Moses, le créateur et responsable des parcs d'attractions de New York était opposé à la création d'attractions banales et décourageait les nouvelles réalisations. Des projets de construction de logements pour foyers à faibles et moyens revenus furent lancés sur des terrains autrefois dédiés aux attractions.
Durant ces années noires, il y eut pourtant quelques réussites. Notamment Astroland qui se développa sur l'ancien site des manèges. L'amélioration des infrastructures de New York City et les perspectives commerciales après la crise des années 1970 furent bénéfiques à Coney Island sous l'administration du maire Edward I. Koch puis sous celle de Rudy Giuliani et celle du maire actuel. Le boom de Wall Street dans les décennies 80 et 90 contribua également à ce redressement.
Alors qu'en 1964 tous les parcs d'attractions sauf Steeplechase avaient fermé leurs portes depuis longtemps, Astroland ainsi que quelques manèges et attractions connurent le succès.

### Attractions

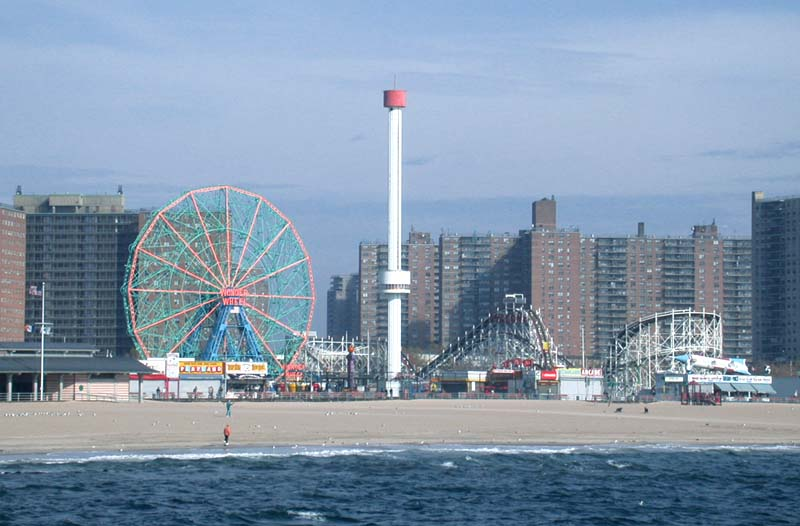
Astroland et le Cyclone.

Dans la période allant de 1880 à la Seconde Guerre mondiale, Coney Island concentrait le plus grand nombre d'attractions de tous les États-Unis, drainant plusieurs millions de visiteurs chaque année. Luna Park, Dreamland et Steeplechase Park étaient les plus florissants, mais il y en avait bien d'autres. Disneyland en Californie devait bientôt les surclasser.
Sur ce territoire, l'on trouvait nombre d'attractions différentes, « skeeball » (sorte de jeu de bowling), entre-sort (galerie de monstres), jeux d'adresse et de tir. Voici les plus fameux, certains sont classés au Registre national des lieux historiques :
Wonder Wheel (grande roue) (1920), énorme et dotée de nacelles stationnaires et mobiles.
Cyclone (montagnes russes) (1927), construit en bois et qui se voulait le meilleur de l'époque.
Parachute Jump (saut en parachute). Il fut présenté pour la première fois à la foire-exposition de New York en 1939. Le client était hissé à une soixantaine de mètres de hauteur puis descendait jusqu'à terre, son parachute suspendu au bout d'un câble. Ce manège fut démonté par la suite puis, nettoyé, restauré et repeint, on s'interrogea sur sa destinée : le rendre à sa vocation première de manège ou l'ériger tel une structure symbolique.
Les auto-tampons. Ce sont des véhicules miniatures pourvus d'un pare-chocs en caoutchouc sur tout leur pourtour et qui évoluent sur une piste métallique. Un mât disposé à l'arrière et en contact permanent avec un grillage électrifié situé en hauteur apporte l'énergie nécessaire à la motorisation. Le but du jeu est de décrire de grandes courbes et de heurter les autres véhicules.
L'île comprenait aussi un grand nombre de carrousels et a même donné son nom à l'un des styles de carrousels américains.
L'aquarium de New York s'est installé en 1957 sur l'emplacement de Dreamland et le stade de KeySpan sur l'ancien site de Steeplechase park.
Depuis le début des années 1980, Coney Island accueille le siège d'un organisme à but non lucratif : Coney Island USA, dont le but est de « préserver la culture populaire américaine ». Coney Island USA présente la dernière galerie de monstres des États-Unis. Elle organise également chaque année la Parade des Sirènes (Mermaid Parade), le festival du film de Coney Island et héberge aussi le musée de Coney Island.
Coney Island connait depuis le début du troisième millénaire une renaissance due en grande partie à cet organisme. Nombreux sont les New-yorkais à découvrir ou redécouvrir ce magnifique site en front de mer à portée de métro de Manhattan. Coney Island-Stillwell Ave Station est en effet à une quarantaine de minutes de Lower Manhattan.

## Baignade et bains de soleil

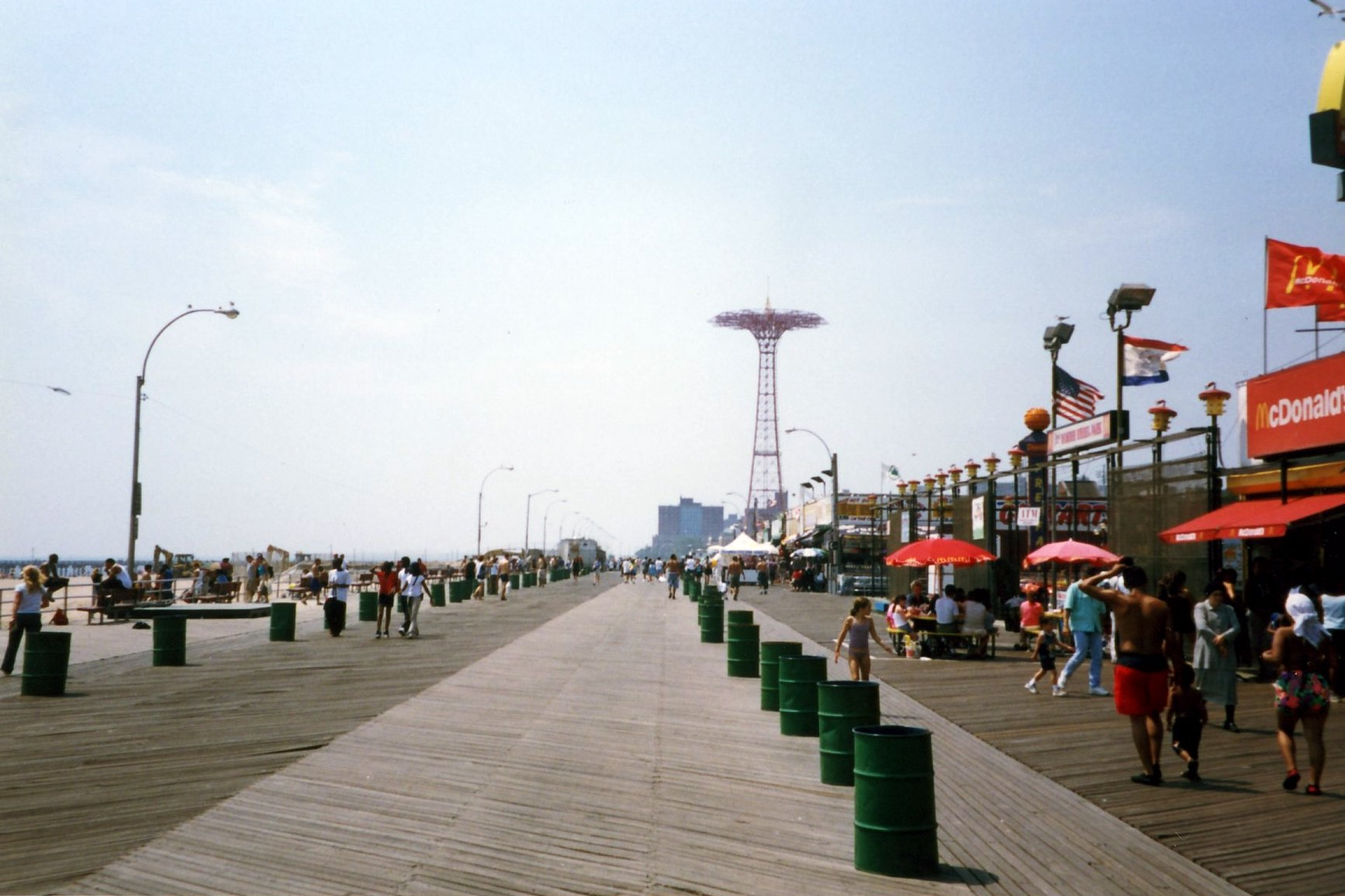
Promenade au bord de la plage de Coney Island.

Coney Island a été une station balnéaire des années 1930 avec un parc d'attractions très fréquenté par la « classe moyenne ».
La plage de Coney Island présente un attrait certain. Elle s'étend de Coney Island Avenue à la 37e rue Est et est divisée en plusieurs « baies » délimitées par des jetées rocheuses. Sur toute la longueur de la plage s'étend la promenade Riegelmann qui est connue pour être la plus longue au monde et qui a été popularisée en 1964 par la chanson Under the Boardwalk.
Le Polar Bear Swim Club (club des ours polaires nageurs) organise sa manifestation annuelle au cœur de l'hiver. Au programme : baignade dans les eaux glacées de l'océan.

## Communautés
Les quartiers de Coney Island sont, d'est à ouest : Sea Gate, Coney Island, Brighton Beach, Manhattan Beach et Oriental Beach.
Le quartier Sea Gate est un des quartiers les plus populaires de New York. Les rues y sont la propriété des habitants et non de la ville.
60 000 habitants vivent à Coney Island.
La station de métro principale est Coney Island – Stillwell Avenue.

## Dans la culture populaire

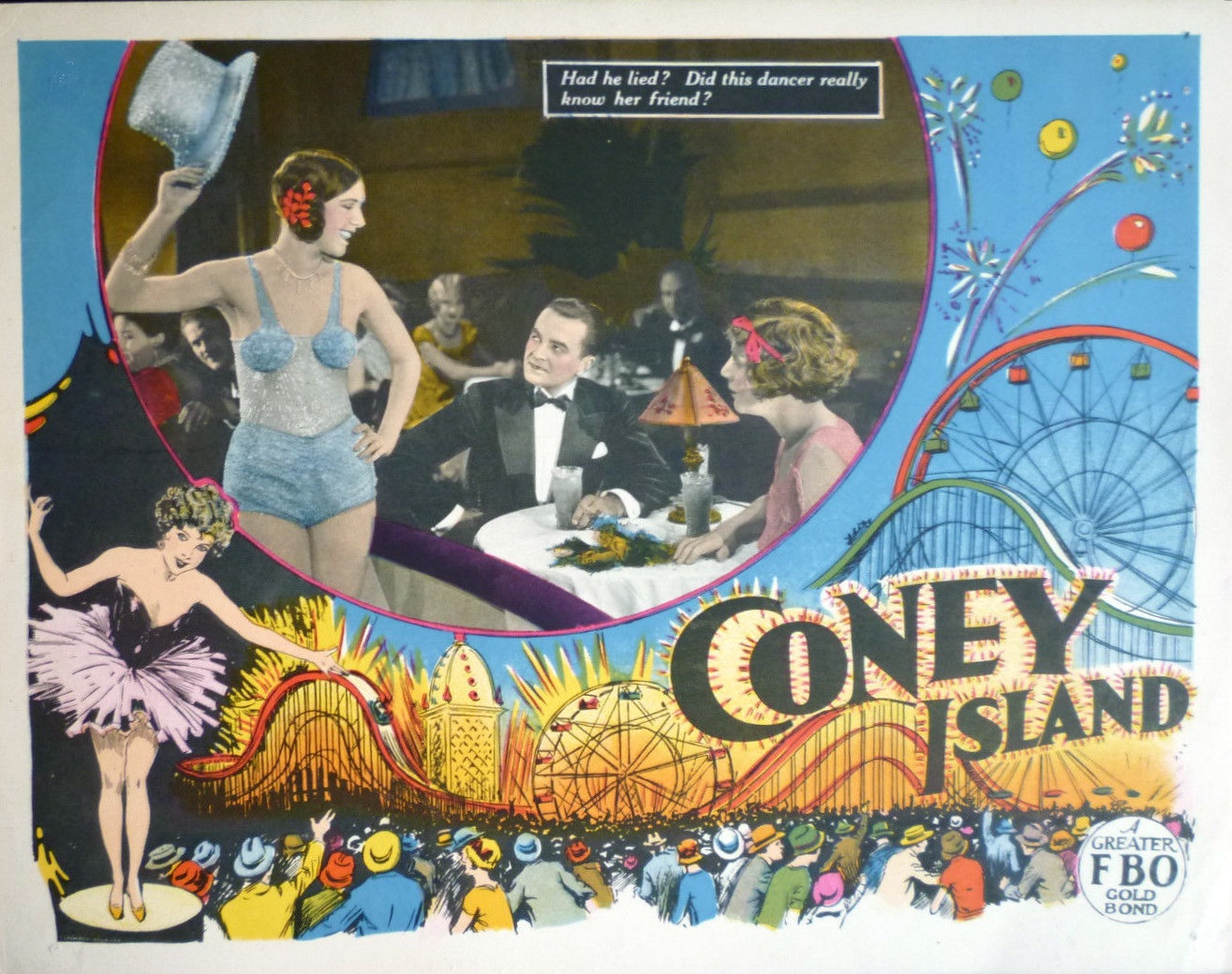
Carte promotionnelle pour le film Coney Island (1928).

- Monday Morning in a Coney Island Police Court est un film sorti en 1908.
- Coney Island est un film de Mack Sennett sorti en 1913.
- Fatty at Coney Island (en français Fatty à la fête foraine) est un film de Roscoe Arbuckle sorti en 1917.
- Coney Island est un film de Ralph Ince sorti en 1928.
- Une scène du film Speedy (en français En vitesse) avec Harold Lloyd se déroule à Coney Island.
- Coney Island (en français L'Île aux plaisirs) est un film de Walter Lang sorti en 1943.
- C'est aussi le décor principal du film Le Petit Fugitif (Little Fugitive), sorti en 1953 et récompensé par un Lion d'argent à la Mostra de Venise la même année.
- Coney Island est le secteur du gang des Warriors dans le film Les Guerriers de la nuit (The Warriors) sorti en 1979.
- Une scène du film The Mission de Parviz Sayyad paru en 1983 se déroule à Coney Island.
- Le quartier de Brighton Beach apparaît dans le film Little Odessa (1994) de James Gray
- Pi (1998) et Requiem for a Dream (2000) de Darren Aronofsky présentent eux aussi une scène dans le quartier de Brighton Beach.
- En 1998, le film He Got Game de Spike Lee se déroule à Coney Island.
- À la fin de A.I. Intelligence artificielle (2001) de Steven Spielberg, le jeune héros, David, retrouve le parc de Coney Island sous les eaux.
- Le quartier de Brighton Beach apparaît aussi dans Mysterious Skin (2004) de Gregg Araki.
- Quelques scènes du film Cloverfield, sorti en 2008, se déroulent à Coney Island.
- Le clip de Dis-moi encore que tu m'aimes de Gaëtan Roussel y a été tourné. On y voit de nombreux monuments-phares de l'île.
- Certaines scènes du film Men in Black 3 (avec Will Smith), sorti en 2012, se déroulent à Coney Island.
- La fin de l'épisode 7 de la saison 2 de New York 911 (« Une longue nuit ») se déroule sur la plage de Coney Island.
- Lana Del Rey fait référence à Coney Island dans ses titres Carmen et Off to the Races.
- Coney Island Baby, album et morceau de Lou Reed
- Coney Island Baby, bande-dessinée de Nine Antico, intitulé d'après l'album de Lou Reed
- Love Never Dies, une comédie musicale d'Andrew Lloyd Weber faisant suite à The Phantom of the Opera, se déroule à Coney Island.
- Le morceau Sleep (sur l'album Lift Your Skinny Fists Like Antennas to Heaven) de Godspeed You! Black Emperor, s'ouvre par un monologue faisant référence à Coney Island.
- L'Amour sans préavis avec Hugh Grant et Sandra Bullock
- Une scène de la série The Blacklist (saison 2, épisode 2) se déroule à Coney Island.
- Une partie de la série Mr. Robot se déroule à Coney Island.
- Une scène de la série Castle (saison 6, épisode 12) se déroule à Coney Island.
- Dans le film Fusion (The Core), le personnage de Taz « Rat » Finch déroute l'énergie de Destiny sur Coney Island.
- Dans le film Brooklyn (2016), une scène se déroule dans le Coney Island des années 1950.
- En 2017, à la fin de Spider-Man: Homecoming, une bataille se tient dans un parc de Coney Island.
- 2017 : Wonder Wheel de Woody Allen se déroule à Brooklyn et Coney Island dans les années 1950.
- Dans les jeux Pokémon Noir et Blanc sur Nintendo DS, la ville de Renouet, le village de départ, est inspiré de Coney Island.
- Coney Island apparaît dans les jeux vidéo Grand Theft Auto IV et Grand Theft Auto: Chinatown Wars sous le nom de Firefly Island.
- Harley Quinn habite à Coney Island depuis le reboot (New 52) de DC Comics.
- Taylor Swift sort en 2020 la chanson Coney Island, issue de son neuvième album studio Evermore .
- 2022 : une partie du premier épisode de la 4e saison de la série La Fabuleuse Madame Maisel se déroule à Coney Island.